# 厚皮酒饼簕
厚皮酒饼簕（学名：Atalantia dasycarpa），为芸香科酒饼簕属下的一个植物种。